# Сольданела

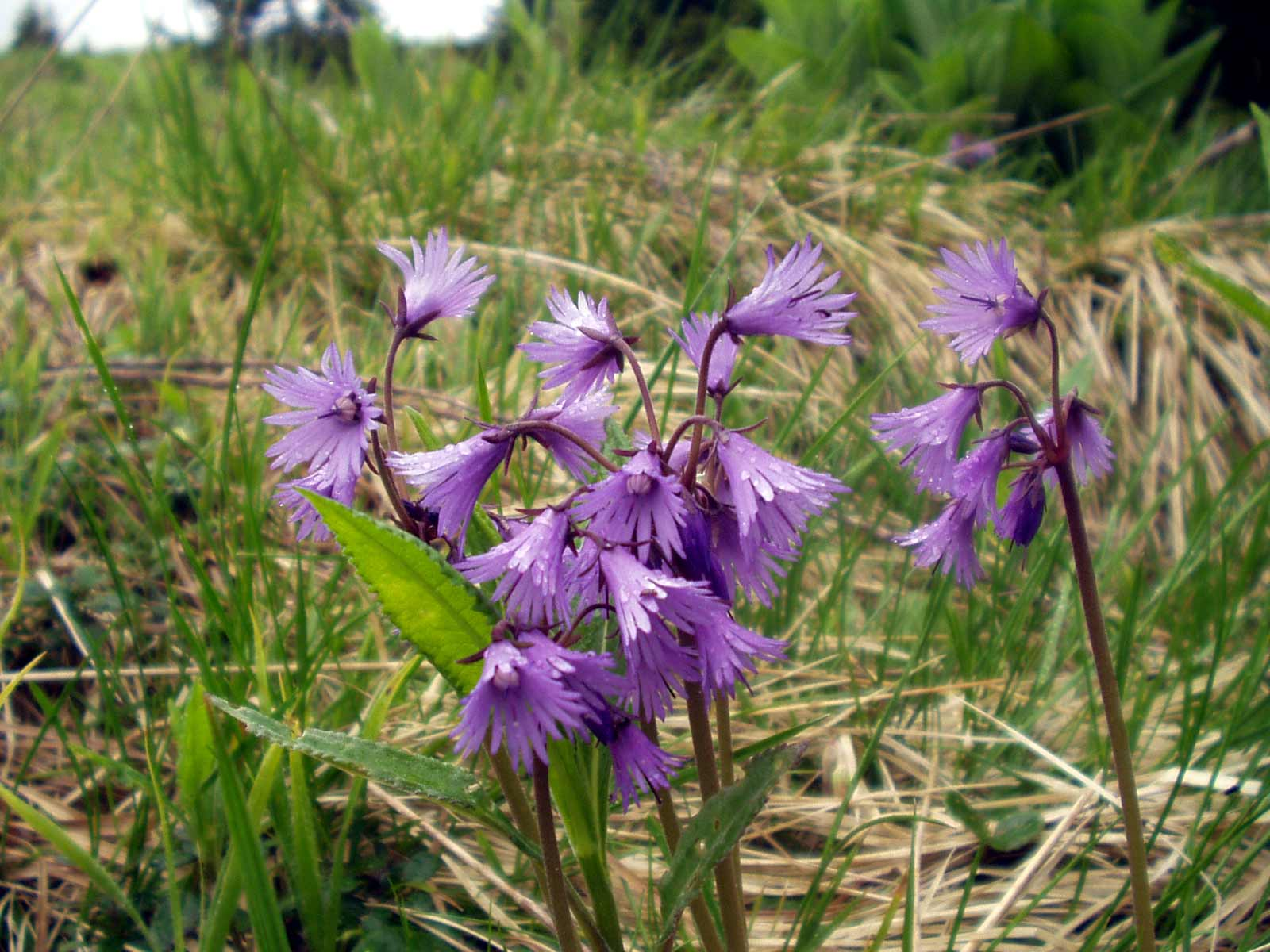
Soldanella alpina

Сольданела, монетниця (Soldanella) — рід багаторічних трав. Існує близько 10 видів, що ростуть у горах Середньої та Південної Європи; деякі з них розводять як декоративні.

## Ботанічний опис
Листки ниркоподібні або округлі, зібрані у прикореневу розетку. Цвітуть сольданели ранньою весною; квітки п'ятичленні, зазвичай блакитного або бузкового кольору, пониклі. Згруповані у зонтичні суцвіття, рідко бувають поодинокі. Віночки дзвонові. Плід — коробочка.

## Види
- Soldanella alpicola
- Soldanella alpina L. типовий — сольданела альпійська[3].
- Soldanella angusta
- Soldanella austriaca
- Soldanella calabrella
- Soldanella carpatica
- Soldanella chrysosticta
- Soldanella hungarica — монетниця угорська
- Soldanella major
- Soldanella marmarossiensis
- Soldanella minima — сольданела мала
- Soldanella montana — монетниця гірська
- Soldanella oreodoxa
- Soldanella pindicola
- Soldanella pseudomontana
- Soldanella pusilla — сольданела крихітна
- Soldanella rhodopaea
- Soldanella tatricola
- Soldanella villosa